# Gouvernement López Miras I
 Région de Murcie
Sánchez López Miras II
Le gouvernement López Miras I est le gouvernement de la Région de Murcie entre le 5 mai 2017 et le 1er août 2019, durant la IXe législature de l'Assemblée régionale de Murcie. Il est présidé par Fernando López Miras.

## Historique
Après la démission forcée du président conservateur Pedro Antonio Sánchez, mis en examen dans une affaire de corruption, et la menace d'une motion de censure de la part de l'opposition majoritaire à l'Assemblée régionale impliquant la tenue de nouvelles élections, Sánchez choisit Fernando López Miras alors deuxième secrétaire de l'Assemblée pour lui succéder. Le PP ne parvient pas à un accord d'investiture avec Ciudadanos du fait de la corruption. Néanmoins, le PP accepte l'exigence de Ciudadanos de réformer le statut d'autonomie de la Région de Murcie en échange de son abstention lors du second vote. De fait, l'Assemblée régionale vote à l'unanimité la suppression de l'immunité judiciaire des responsables politiques le 26 avril, une mesure qui nécessite d'être validée par le Congrès des députés et le Sénat.
Son investiture est logiquement rejetée le 27 avril par 23 voix contre et 22 pour. Il est finalement investi par l'Assemblée régionale par 22 voix pour, 19 contre et 4 abstentions le 29 avril. Il est nommé le 3 mai 2017 par décret royal et forme un gouvernement composé de neuf conseillers le lendemain.

## Composition

### Initiale (5 mai 2017)
| Fonction                                                            | Titulaire | Titulaire                     | Parti |
| ------------------------------------------------------------------- | --------- | ----------------------------- | ----- |
| Président                                                           |           | Fernando López Miras          | PPRM  |
| Conseiller à la Présidence et à l'Équipement                        |           | Pedro Rivera Barrachina       | PPRM  |
| Conseiller aux Finances et aux Administrations publiques            |           | Andrés Carrillo González      | PPRM  |
| Conseillère à la Transparence, à la Participation Porte-parole      |           | Noelia Arroyo Hernández       | PPRM  |
| Conseiller à l'Eau, à l'Agriculture, à l'Élevage et à la Pêche      |           | Francisco Jódar Alonso        | PPRM  |
| Conseiller à l'Emploi, à l'Enseignement supérieur et à l'Entreprise |           | Juan Hernández Albarracín     | PPRM  |
| Conseillère à l'Éducation, à la Jeunesse et aux Sports              |           | Adela Martínez-Cachá Martínez | PPRM  |
| Conseiller à la Santé                                               |           | Manuel Villegas García        | PPRM  |
| Conseillère à la Famille et à l'Égalité des chances                 |           | Violante Tomás Olivares       | PPRM  |
| Conseiller au Tourisme, à la Culture et à l'Environnement           |           | Javier Celdrán Lorente        | PPRM  |

### Remaniement du21 avril 2018
- Les nouveaux conseillers sont indiqués en gras, ceux ayant changé d'attributions en italique.

| Fonction                                                                               | Titulaire | Titulaire                      | Parti |
| -------------------------------------------------------------------------------------- | --------- | ------------------------------ | ----- |
| Président                                                                              |           | Fernando López Miras           | PPRM  |
| Conseiller à la Présidence                                                             |           | Pedro Rivera Barrachina        | PPRM  |
| Conseiller aux Finances                                                                |           | Fernando de la Cierva Carrasco | PPRM  |
| Conseillère à la Transparence, à la Participation Porte-parole                         |           | Noelia Arroyo Hernández        | PPRM  |
| Conseiller à l'Eau, à l'Agriculture, à l'Élevage et à la Pêche                         |           | Miguel Ángel del Amor Saavedra | PPRM  |
| Conseiller à l'Équipement                                                              |           | Patricio Valverde Espín        | PPRM  |
| Conseiller à l'Emploi, à l'Enseignement supérieur, à l'Entreprise et à l'Environnement |           | Javier Celdrán Lorente         | PPRM  |
| Conseillère à l'Éducation, à la Jeunesse et aux Sports                                 |           | Adela Martínez-Cachá Martínez  | PPRM  |
| Conseiller à la Santé                                                                  |           | Manuel Villegas García         | PPRM  |
| Conseillère à la Famille et à l'Égalité des chances                                    |           | Violante Tomás Olivares        | PPRM  |
| Conseillère au Tourisme et à la Culture                                                |           | Miriam Guardiola Salmerón      | PPRM  |